# Казевялья
Ка́зевялья (эст. Kasevälja) — деревня в волости Алутагузе уезда Ида-Вирумаа, Эстония. 
До административной реформы местных самоуправлений Эстонии 2017 года входила в состав волости Ийзаку (упразднена).

## География и описание
Деревня находится в южной части уезда, в пределах низменности Алутагузе, к востоку от автодороги 3 (E 264), на расстоянии примерно 29 километров (по прямой) к юго-юго-западу (SSW) от посёлка Йыхви, административного центра уезда. Абсолютная высота — 57 метров над уровнем моря.
Климат деревни характеризуется как переходный от умеренно-морского к умеренно континентальному (Dfb в классификации климатов Кёппена).
Официальный язык — эстонский. Почтовый индекс — 41105.

## Население
По данным переписи населения 2011 года, в Казевялья проживали 34 человека, все — эстонцы.
По данным переписи населения 2021 года, в деревне насчитывалось 32 жителя, также все — эстонцы.
Численность населения деревни Казевялья по данным переписей населения:
| Год  | 1950 | 1959  | 1970 | 1979 | 2000 | 2011 | 2021 |
| ---- | ---- | ----- | ---- | ---- | ---- | ---- | ---- |
| Чел. | 104  | ↗ 215 | ↘ 58 | ↘ 46 | ↘ 44 | ↘ 34 | ↘ 32 |

## История
Во времена Российской империи деревня состояла из домов работников мызы Изак (нем. Isaak, Ийзаку, эст. Iisaku mõis) и носила названия Полудёнки (Палудёнки, местное произношение Полендёнка), село Полутенко.
В 1920-х годах, в результате земельной реформы, на землях бывшей мызы возникло поселение Ийзаку, одна часть которого (Ийзаку I) в 1935 году получила официальное название Казевялья. Название, вероятно, было дано в честь берёзовой аллеи, которая вела от главного здания мызы Ийзаку к домам мызных работников (kask~kase — берёза, väli~välja — «поле», «зона»). После административно-территориальной реформы 1977 года границы деревни несколько сузились.
В советское время деревня была центром Ийзакуского сельсовета и центральной усадьбой опорно-показательного совхоза «Ийзаку». Общий земельный фонд совхоза составлял 7,7 тыс. га, из них обрабатываемых земель 3,1 тыс. га; средняя численность работников в 1978 году составила 354 человека.